# Marian Chace
Marian Chace (* 31. Oktober 1896, Providence, Rhode Island, USA; † 19. Juli 1970) war eine Pionierin der Tanztherapie.
1916 begann sie ein Studium an der Corcoran School of Art. Ab 1923 nahm sie, auf Anraten ihres Physiotherapeuten, Tanzunterricht an der Denishawn School of Dancing and Related Arts. Sie hatte bald ihre ersten Auftritte als Tänzerin, choreografierte und unterrichtete. Dabei fing sie an, ihre tanztherapeutische Methode zu entwickeln. Im Juni 1942 wurde sie gebeten an dem St. Elisabeth’s Hospital in Washington, D.C. mit psychisch Kranken zu arbeiten. Später arbeitete sie zusätzlich in Chestnut Lodge, einer privaten psychiatrischen Klinik in Rockville (Maryland), die bekannt war für ihre fortschrittlichen Therapeuten und innovative Ansätze in der Psychiatrie.
Marian Chace war maßgeblich an der Gründung der American Dance Therapy Association beteiligt, deren erste Präsidentin sie 1966 wurde.

## Die Chace-Technik
Marian Chace fiel an ihren Schülern ihrer Tanzschule immer wieder auf, dass sehr viele Gefühle der Einsamkeit, Ungeschicklichkeit, Scheu und Aggressivität ausgedrückt wurden, so dass sie das Ziel ihres Unterrichts änderte. Sie begann ihr Tanztraining nicht mehr als einen Unterricht in einer Kunstform, sondern als ein Medium der Kommunikation und Körperwahrnehmung einzusetzen.
Die Chace-Technik ist heute ein fester Bestandteil in der tanztherapeutischen Arbeit. Im Kreis vereint und durch die Tanztherapeutin in ihren Bewegungen respektvoll gespiegelt, erfahren die Patienten den Ausdruck ihrer Emotionen, ohne darüber sprechen zu müssen.